# Andreu Crespí Plaza
Andreu Crespí Plaza (Palma, 9 de setembre de 1943-22 de maig de 2020) fou un polític mallorquí del PSIB-PSOE.
El seu pare, Andreu Crespí i Salom també fou un dels principals dirigents del PSOE en els temps d'abans de la Guerra Civil.

## Càrrecs polítics
- Director provincial d'Educació i Ciència de les Illes Balears (des del 1983 fins al 1995).
- Secretari general del PSIB-PSOE entre 1997 i 2000.
- Diputat del Parlament de les Illes Balears de 1995 al 2003, Vicepresident segon del parlament balear entre 1995 i 1999, Portaveu del Grup Parlamentari Socialista entre 1999 i 2003.
- Conseller insular del Consell Insular de Mallorca entre 1995 i 2007, va ser portaveu del Grup Socialista del Consell del 2003 al 2007.
- Al 2004 tornà a entrar al parlament per substituir l'escó deixat per Aina Calvo Sastre, ja que fou nomenada Subdirectora General de Cooperació i Promoció Cultural Exterior, en la Direcció general de Relacions Culturals i Científiques.

Va perdre les eleccions primàries enfront de Francesc Antich per ser candidat a la presidència del Govern Balear l'any 1999.

## Reconeixements
El 29 de gener de 1996, el Ministre d'Educación i Ciencia Jerónimo Saavedra Acevedo va concedir-li la Creu de l'Orde Civil d'Alfons X el Savi.